# Filippinparadismonark
Filippinparadismonark (Terpsiphone cinnamomea) är en fågel i familjen monarker inom ordningen tättingar.

## Utseende och läte
Filippinparadismonarken är en medelstor, långstjärtad tätting. Fjäderdräkten är övervägande roströd, med blå näbb och blå ögonring, den senare bredare hos hanen. Populationerna skiljer sig något åt, där nordliga hanar har påtagligt längre centrala stjärtfjädrar och båda könen av sydliga fåglar har ljusare buk. Bland lätena hörs upprepade serier med stigande visslingar och kortare, nasala och raspiga "greet grr-grr", med första tonen stigande.

## Utbredning och systematik
Fågeln delas in i tre underarter med följande utbredning:
- T. c. unirufa – norra Filippinerna (Luzon till Negros)
- cinnamomea-gruppen
  - T. c. cinnamomea – södra Filippinerna (Mindanao, Basilan och Suluöarna)
  - T. c. talautensis – Talaudöarna (Karakelong, Salibabu och Kabaruan)

Sedan 2016 urskiljer Birdlife International och naturvårdsunionen IUCN unirufa som en egen art. 

## Status
Internationella naturvårdsunionen IUCN bedömer hotstatusen hos underartsgrupperna (eller arterna) var för sig, båda som livskraftiga.